# Phrynobatrachus latifrons
Espèce
Synonymes
- Phrynobatrachus latifrons latifrons Ahl, 1924
- Phrynobatrachus latifrons togoensis Ahl, 1924
- Hylarthroleptis albolabris Ahl, 1925 "1923"
- Hylarthroleptis accraensis Ahl, 1925 "1923"
- Phrynobatrachus albolabris (Ahl, 1925)
- Phrynobatrachus accraensis (Ahl, 1925)
- Phrynobatrachus parogoensis Loveridge, 1955

Statut de conservation UICN

 LC  : Préoccupation mineure
Phrynobatrachus latifrons est une espèce d'amphibiens de la famille des Phrynobatrachidae.

## Répartition
Cette espèce se rencontre en Afrique de l'Ouest. Son aire de répartition concerne le Bénin, le Burkina Faso, le Cameroun, la Côte d'Ivoire, la Gambie, le Ghana, la Guinée, le Liberia, le Mali, le Nigeria, le Sénégal, la Sierra Leone et le Togo,.

## Publication originale
- Ahl, 1924 : Über einige afrikanische Frösche. Zoologischer Anzeiger, vol. 60, p. 269-273.